# リアル頑張ってる途中
『リアル頑張ってる途中』（リアルがんばってるとちゅう）は2016年7月1日 - 2019年9月24日の間TOKYO FMで火曜日21時30分から21時55分まで放送されていた、私立恵比寿中学のラジオ番組。

## 概要
私立恵比寿中学がメインMCとなって勉強やスポーツ、仕事などに一生懸命取り組んでいる、通称「リアル頑張ってる途中」な人を応援していくレディオプログラムです！をテーマに放送されていた。
番組開始当初のメインパーソナリティーは廣田あいかだったが、2018年1月にエビ中を転校したため安本彩花がその職を引き継ぎ、真山りか・星名美怜・柏木ひなた・小林歌穂・中山莉子が交代でアシスタントを務めた。
2019年9月24日に放送は”いったん”終了となったが、リアル頑張ってる途中プロジェクトは終わらず、頑張ってる途中な人を応援し続けることが語られた。
2020年9月4日、有料配信のインターネットラジオ「リアル頑張ってる途中neo」が同年9月8日21時よりインターネットサービス・noteにて開始されることが発表された。

## コーナー
「“リアル頑張ってる途中”なことを教えてください！」
リスナーからの部活、勉強、仕事など頑張っていることに関するメールを紹介して、メンバーが意見を言うコーナーでこの番組のメイン。
「今のハヤノリをおしえて」のコーナー
当初は現役大学生からのキャンパスライフ情報のコーナー「今のキャンパスライフを教えて！」だったが、後に大学にこだわらず身の回りで流行っていることを募集していた。
たとえば「こんな遊びが流行っている」とか「こういうノリが流行っている」など。
「胸キュンイケボ」のコーナー
エビ中の“イケボ”で、女性リスナーをキュンキュンさせていくコーナーで、リスナーから送られてきた日常でよく使うセリフをエビ中メンバーがイケボで読み上げる。
（*イケボ＝イケメンボイス）
「星名美怜のテキトー天気予報」
歌詞をわすれるとその場で歌詞をつくることができる星名による、即興の天気予報。
「リアル人生の名言…」のコーナー
リスナーの、聞くと勇気が出たり、心の支えとなる言葉を募集していた。
「廣田鉄道あいか線」のコーナー
鉄道好きの廣田が社長になったらどんな鉄道をつくるかを募集していた。